# Hélène Monastier
Hélène Monastier (2. prosinca 1882. – 7. ožujka 1976.) bila je švicarska mirovna aktivistica i učiteljica u Lozani. 

## Život
Hélène-Sophie Monastier rođena je u Payerneu. Kći je Charlesa Louisa, protestantskog pastora i knjižničara i Marie Louise Gonin. Imala je brata Louisa, koji je bio 12 godina stariji.
Cijeli je život živjela s paraliziranom nogom koja je posljedica dječje paralize od koje je bolovala kad su joj bile dvije godine. Pomoć roditelja olakšao joj je djetinjstvo, ali je patila od posljedica bolesti u adolescenciji. Kad je imala 27 godina pokušala je operaciju, ali operacijom nije postigla primjetna poboljšanja. Međutim, njezin prijatelj Samuel Gagnebin poklonio joj je izvatke Prière pour demander à Dieu le bon usage des maladies od Blaisea Pascala i to ju je preobrazilo. Od tog trenutka smatrala je da je "izliječena".
Monastier je studirala u Payerneu i Lozani, a boravila u Velikoj Britaniji i Njemačkoj; gdje se školovala za učiteljicu, a otkrila je i životne uvjete radnika, nezaposlenost, klasnu borbu i socijalizam. Bila je učiteljica francuskog jezika, povijesti i zemljopisa 40 godina, od 1904. do 1943. godine, u privatnoj školi École Vinet u Lozani.
Monastier je organizirala prvi kamp za gimnazijalke 1909. godine, okupljajući učenice iz Lozane, Ženeve i Neuchâtela. Ovo je bila preteča "Camp d'éducatrices de Vaumarcus", centra za sastanke, treninge i odmore kršćanske unije mladih, u kojem je sudjelovala svake godine do 1962. 
Godine 1911. pridružila se kršćanskom socijalističkom pokretu i pomagala mladima radničke klase u Maison du Peuple ('Narodna kuća') u Lozani. 1920. bila je uključena u osnivanje Kršćansko-socijalnog pokreta u francuskom govornom području Švicarske.
Njezin prvi sastanak s osnivačem Međunarodne državne službe (Service Civil International), Pierreom Cérésoleom, dogodio se 1917. godine na javnom sastanku, gdje je najavio odbijanje plaćanja vojnog poreza. Inicirali su prijateljstvo i ona se počela uključivati u njegov mirovni aktivizam. Monastier je podržala organizaciju u njezinom ranom razdoblju i pomogla Pierreu Cérésoleu da se međunarodno umreži. Također je sudjelovala u nekoliko SCI radnih kampova. U Les Ormontsu u alpskom području kantona Vaud, od 7. do 28. kolovoza 1924., sudjelovala je s desetak posvećenih muških i ženskih pacifista u prvom dobrovoljnom radnom kampu koji je organizirao Pierre Cérésole u Švicarskoj, nudeći pomoć, zalihe, smještaj i alat u selu, gdje je zimska lavina prekrila kuću i njen teren kamenjem, blatom i drvećem. 
Preko Pierrea Cérésolea upoznala se s kvekerima. Provela je vrijeme u Woodbrooke Quaker Study Centru u Birminghamu i pridružila se kvekerima 1930. Bila je prva " službenica " švicarske podružnice, osnovala je godišnji sastanak kvekera u Švicarskoj, kao i časopis Entre Amis .
Od 1946. do 1952. bila je prva međunarodna predsjednica SCI-a. Nakon Cérésoleove smrti, objavila je njegovu biografiju i nekoliko njegovih radova.
Godine 1955. bila je uključena u osnivanje strane organizacije za pomoć "Helvetas" (danas "Helvetas Swiss Intercooperation") zajedno s Rodolfom Olgiatijem i drugima. Umrla je u Lozani 1976.  

## Osobnost
Hélène Monastier opisuje se kao rođena odgajateljica, "koja ima dar da iz svakog svog učenika izvede najbolje, poštujući osobnost djece", svoju ljubav i ozbiljnost. "Mozgom izvršnog direktora imala je sve prednosti: veliku jasnoću misli, brzinu odlučivanja, urođeni smisao za organizaciju, dobru olovku i puno humora". 

## Priznanja
Dana, 3. listopada 2003. u Lozani je postavljena spomen-ploča u njezinu čast (Pré-du-Marché 17). 
| Hélène Monastier, 1882. – 1976 |
| --- |
| Učenica École Vinet, tamo je ostala kao učiteljica do 1943. godine. Zainteresirana za aktivnosti Maison du Peuple, uključila se kao voditelj i sudjelovala na sastancima skupine kršćanskih socijalista u Lozani. Gorljiva pacifistica, podupirala je priziv savjesti; bila je vrlo aktivna u Međunarodnoj državnoj službi, kao i među kvekerima. |

## Publikacije
- Hélène Monastier, Pierre Ceresole, un quaker d'aujourd'hui. Pariz, 1947.
- Hélène Monastier, Edmond Privat, Lise Ceresole, Samuel Gagnebin, Pierre Ceresole d'après s prepiskom. Neuchâtel, 1960.
- Textes de Hélène Monastier i Pierre Ceresole i de Arnold Bolle, Lausanne, Alonso Diez, 1954.

## Vanjske poveznice
- Hélène Monastier. Dictionnaire Historique de la Suisse DHS (French)